# 스즈키 데이이치

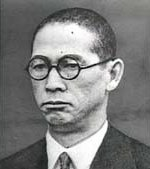
스즈키 데이이치

스즈키 데이이치(일본어: 鈴木 貞一, 1888년 12월 16일 ~ 1989년 7월 15일)는 지바현 출신의 일본제국 육군 군인으로, 통칭은 "신사복을 입은 군인"이었다. "삼간사우" (三奸四愚) 라고 불렸던 도조 히데키(東條英機) 측근의 3간 중 하나로 여겨지는 인물이다.

## 인물과 경력
스즈키 데이이치는 1888년, 지금의 지바현에서 지주의 장남으로 태어나 1910년에 일본 육군사관학교, 1917년에 일본 육군대학교를 졸업하였다. 원래는 만주의 삼림 개발에 종사하는 것을 지망해 졸업 후에도 중국 문제에 관한 연구를 계속하였고, 참모 본부의 지나반 작전과 근무를 명령 받아 상하이, 북경, 우한 등에 주재하였다.
1929년 5월 19일에는 이시와라 간지(石原莞爾), 나가타 데쓰잔(永田鉄山), 도조 히데키, 이타가키 세이시로(板垣征四郎) 등 일본 육군 중견 장교들이 결성한 일석회(一夕会)에 참가하였고, 1931년에는 삼월 사건(三月事件)에 가담하였다.
스즈키 데이이치는 통칭이 "신사복을 입은 군인"이었던 것처럼 실전 부대에서의 경험은 별로 없고, 주로 대외적·관료적인 일에 종사하는 인물이었다. 1931년, 만주사변 발발에 수반해 군무국에서 근무함과 동시에, 스스로가 독단적으로 만주 정책을 추진하였다. 그 때, 시라토리 도시오(白鳥敏夫)나 모리 가쿠와 제휴해 국제 연맹 탈퇴론을 주장했고, 군부에서 국제 연맹 탈퇴 추진파로 그 이름이 널리 알려지게 되었다.
1936년에 일어난 2·26 사건 당시에는 야마시타 도모유키(山下奉文)와 함께 청년 장교들의 설득에 임하였다. 1940년 8월 1일에 중장으로 승진하였고, 1941년 4월 4일에 예비역으로 편입되었다. 그와 동시에 제2차 고노에 내각에서 국무 대신 겸 기획원 총재로 취임하였고, 이후 제3자 고노에 내각과 도조 내각에서 각각 국무 대신을 맡았다. 도조 내각에선 영국의 인도 식민성을 본따 대동아성을 설립하였고, 일본 외무성의 아시아 관계 권한을 모두 육군이 강탈해 스스로가 사실상 외무 대신이 되려고 했지만, 계획은 실패로 끝났다.
그 후에는 대동아 건설 심의회 간사장, 귀족원 의원, 내각 고문, 일본 산업보국회 회장 등을 지냈다.

### 제2차 세계 대전 이후
스즈키 데이이치는 제2차 세계 대전 이후인 1945년 12월 3일, A급 전범으로 기소되었다. 그는 극동 국제 군사 재판에서 종신형 판결을 받았으며, 1955년 9월 17일에 하시모토 긴고로(橋本欣五郎), 가야 오키노리(賀屋興宣)와 함께 가석방돼 1958년에 사면되었다.
사면 후에는 산업 계획 회의 위원으로 한 번 종사했지만, 기시 노부스케(岸信介) 내각 성립 후인 1959년에 자유민주당으로부터 참의원 선거 출마 요청을 받자 강하게 거부하였고, 이후 공직에 오르지 않았다.
그 다음에는 지바현의 생가에서 조용히 여생을 보내면서 1989년 7월 15일에 100세의 나이로 사망했는데, A급 전범으로선 유일하게 헤이세이 시대까지 생존한 인물이었다.